# Centre de doctrine et d'instruction de l'Armée canadienne

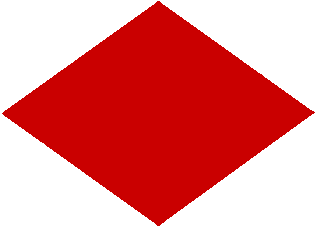
une patche d'entraînement de l'armée canadienne

Le Centre de doctrine et d’instruction de l’Armée canadienne est une formation de l’Armée canadienne. Son quartier général se trouve dans la caserne McNaughton sur la base des Forces canadiennes Kingston en Ontario. Le Centre de doctrine et d’instruction est responsable de la prestation de l’instruction au sein de l’Armée canadienne et de l’élaboration de la doctrine de cette armée. Quelque 3 200 officiers et soldats y sont affectés. Avant 2013, la formation s'appelait le Système de la doctrine et de l'instruction de la Force terrestre.